# 世界水泳連盟
世界水泳連盟（せかいすいえいれんめい、英: World Aquatics）は、水泳競技の国際競技連盟（IF）であり、国際オリンピック委員会（IOC）承認団体のオリンピック夏季大会競技団体連合（ASOIF）、国際スポーツ連盟機構（GAISF）に加盟している。2022年までの名称は国際水泳連盟（こくさいすいえいれんめい、仏: Fédération Internationale de NAtation、略称：FINA、英: International Swimming Federation）。
日本からは公益財団法人日本水泳連盟が加盟している。

## 概説
競泳、飛込、水球、アーティスティックスイミング、オープンウォータースイミング、ハイダイビングを統括する国際競技連盟である。各競技の「マスターズ」競技も統括している。
世界水泳選手権、世界短水路選手権、その他各競技別のワールドカップ、ジュニア選手権、世界マスターズ水泳選手権などを主催している。
本部はスイスのローザンヌにある。今後本部をハンガリーのブダペストに移転する計画がある。
1908年7月19日に、ベルギー、デンマーク、フィンランド、フランス、ドイツ、イギリス、ハンガリー、スウェーデンの連盟が集まってFINAを創立。2008年に100周年を迎えた。
2022年オーストラリアで行われた臨時総会に於ける決定で、2023年1月1日より名称を国際水泳連盟（仏: Fédération Internationale de NAtation、略称：FINA、英: International Swimming Federation）から変更した。

## 大陸連盟・加盟国
2025年1月現在、210カ国・地域の連盟・協会が加盟している。各国・地域の連盟・協会は下記の5つの大陸連盟のいずれかに所属している。
- アフリカ(53カ国・地域): アフリカ水泳連盟 (Africa Aquatics, CANA)
- アメリカ(45カ国・地域): アメリカアマチュア水泳連合 (PanAm Aquatics Inc., ASUA)
- アジア (45カ国・地域): アジア水泳連盟 (Asia Aquatics, AASF)
- ヨーロッパ(52カ国・地域): 欧州水泳連盟 (European Aquatics, LEN)
- オセアニア(15カ国・地域): オセアニア水泳協会 (Oceania Aquatics, OSA)

## 競泳水着規定

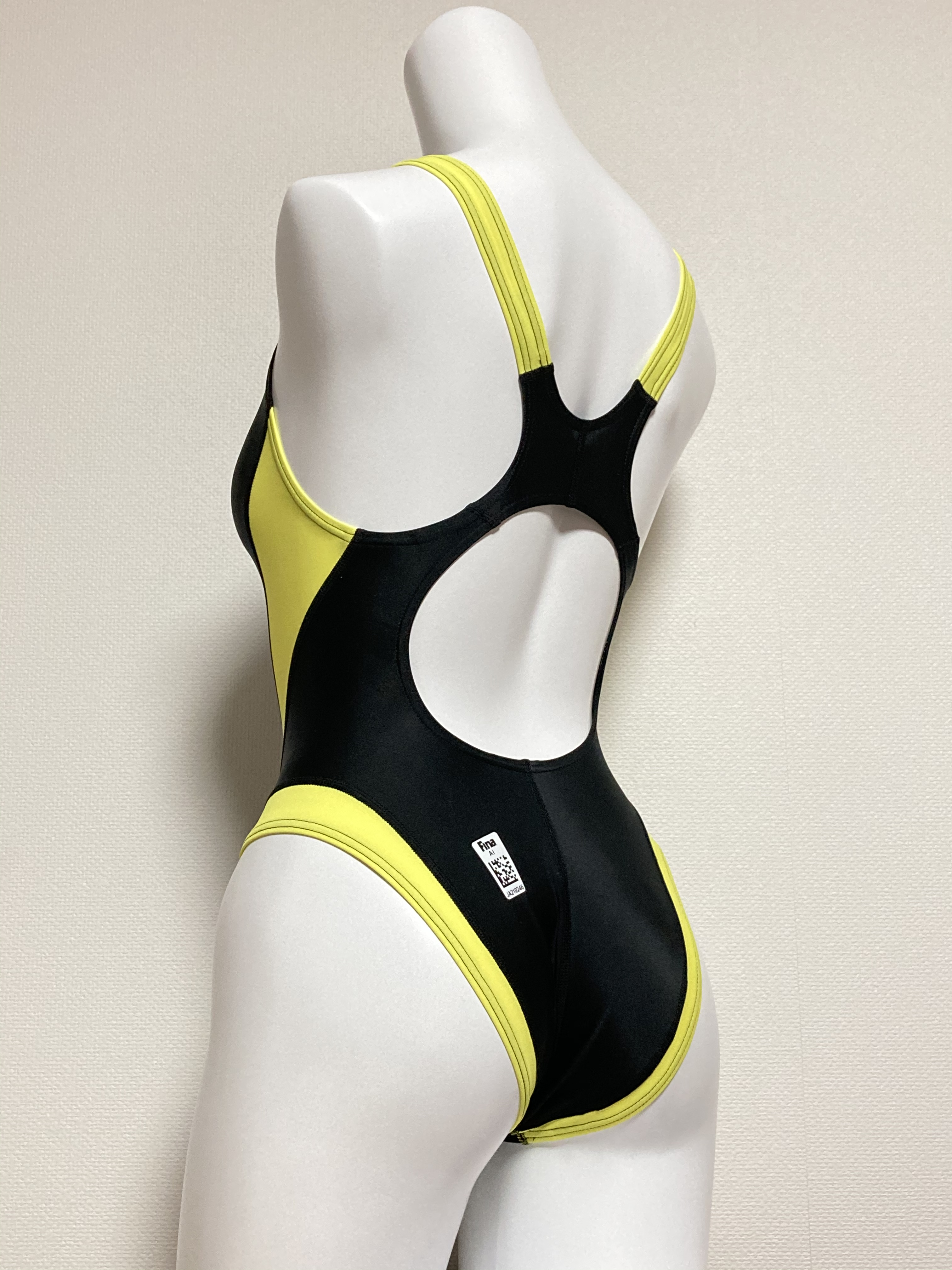
Jaked 旧FINA認定競泳水着

世界水泳連盟は、旧国際水連の時代から各競技の公式大会に関して細かい基準を定め、それらが全て満たされた条件で行われたレースに限り記録・順位を公認している。
中でも近年重要な意味を持っているのが競泳の水着に関する規定で、日本水泳連盟を始め各国の水泳連盟が規定を準用しているが、2008年にレーザー・レーサーをめぐる騒動が起こって以降、この水着規定の変更とその運用に際して、数値の根拠に乏しい規定、不明瞭な水着承認プロセスなどで各国の水着メーカーを混乱状態に陥らせている。2009年4月から5月にかけて、その時点での世界記録を上回る記録を出したものの、着用していた水着が当時承認申請中であり、水着がのちに承認されなかったことで世界記録として公認されなかった事例が6件あった。
2009年の世界選手権期間中に行った総会で、水着に関する明確な基準を定め、公式大会における承認水着着用義務を設けた。公開されている概要は以下の通り。（下記は競泳用水着の基準）
- 男は上半身裸、水着は上限が臍の下、下限が膝の上。
- 女は上限が肩、下限が膝の上だが、首・肩・腕を覆ってはいけない。
- サポーター、ブラカップを含め重ね着は禁止。承認水着のみを着ること。
- 体や水着へのテーピング禁止。絆創膏も剥がすこと。
- 素材は織布に限る。細かい技術規定有り。
- 認可した水着にはWAが承認バーコード（通称: WAマーク）を付与し、これを受けたら以後その水着にはいかなる手も加えてはならない（承認した時の状態のままで販売・使用する）。右の写真では左臀部にバーコードが見える。
- 承認水着のデータベースはリストとして公開し、随時更新する。

なおWAでは、その規約で「身に着けるもの全てにこの規定を当てはめる」としており、水着以外にもゴーグルとスイムキャップが審査対象となっている。但し運用の関係上当初は水着のみ先行してレースチェック対象としていた。「WA」マークが描かれた承認バーコードを付した商品が出回るのは早くても2023年以降であり、それ以前に出された当該商品には、旧称「Fina」のマークが描かれた承認バーコードが付されている。それらの商品も最新の承認基準を満たし続け物理的に損傷していない限りは、公式競技会での着用が可能である。

### World Aquatics承認コードブランド名一覧
表中記載のブランドであっても、既に当該商品の製造から撤退したり展開企業が消滅していたりするケースが存在する。また、同一コードを複数の事業者で共有するケースがある。なお、表中のブランドと実際に販売する際のブランドは必ずしも一致しないため、同一コードを複数のブランドで分け合っていても同一事業者が展開している場合は纏めた。
| コード | ブランド                         | 展開企業                       | 企業本社所在国   | 日本国内代理店等                         | 備考                                        |
| ------ | -------------------------------- | ------------------------------ | ---------------- | ---------------------------------------- | ------------------------------------------- |
| AP     | A3 Performance                   |                                |                  |                                          |                                             |
| AD     | adidas                           | アディダス                     | ドイツ           | アディダスジャパン                       | [ 補足 1 ]                                  |
| AG     | AgonSwim                         |                                |                  |                                          |                                             |
| AK     | AKRON Srl                        | アクロンSRL                    | イタリア         |                                          |                                             |
| AL     | AQUA SPHIRE                      | アクアスフィア                 | イタリア         | 日本アクアラング                         |                                             |
| AQ     | AQUA ZONE                        |                                |                  |                                          |                                             |
| OR     | AQUA ZONE                        |                                |                  |                                          |                                             |
| QA     | AQUADEUS                         |                                |                  |                                          |                                             |
| FA     | Aquafeel                         | ファシー                       | ドイツ           |                                          | [ 補足 2 ]                                  |
| AU     | AQUARAPID, AQRACE                | アクアラピッド                 | イタリア         |                                          |                                             |
| RI     | AQUARIUS                         |                                |                  |                                          |                                             |
| QA     | AQUARIUS                         |                                |                  |                                          |                                             |
| AU     | AQUASIDE                         | アクアサイド                   | 日本             |                                          | 承認水着は生産終了                          |
| AT     | AQUATAK                          | エアロテックデザインズ         | アメリカ合衆国   |                                          |                                             |
| AR     | arena                            | アリーナ                       | イタリア ドイツ  | デサント                                 | [ 補足 4 ]                                  |
| DE     | arena, DECENTE                   | デサント                       | 日本             |                                          | [ 補足 4 ]                                  |
| RG     | Argotess SRL                     | アルゴテスSRL                  | イタリア         |                                          |                                             |
| AS     | asics                            | アシックス                     | 日本             |                                          | 2022年水泳関連事業終息                      |
| AP     | Autric Sport                     | オートリック                   | スペイン         |                                          |                                             |
| AX     | AXiS                             |                                |                  |                                          |                                             |
| MD     | AXiS                             |                                |                  |                                          |                                             |
| BE     | Beco Beermann                    | ベコ=ビアマン                  | ドイツ           |                                          |                                             |
| BL     | blueseventy                      | ブルーセブンティー             | アメリカ合衆国   |                                          |                                             |
| SI     | Chilliez                         |                                |                  |                                          |                                             |
| CR     | Crazy Swim                       |                                |                  |                                          |                                             |
| DA     | Dare2Tri                         | DARE2TRI                       | オランダ         |                                          |                                             |
| DF     | DELFINA                          | デルフィナ・スポーツ           | オーストラリア   |                                          |                                             |
| DI     | DIANA                            | ディアナ                       | イタリア         |                                          | [ 補足 5 ]                                  |
| ME     | DIAPOLO                          |                                |                  |                                          |                                             |
| DO     | DOLFIN                           |                                |                  |                                          |                                             |
| DR     | DRAPH                            | ドゥラフ                       | イタリア         |                                          |                                             |
| EL     | ellesse                          | エレッセ                       | イタリア         |                                          | [ 補足 6 ]                                  |
| EN     | ENGINE                           |                                |                  |                                          |                                             |
| ES     | Essenuoto                        | エッセヌオト                   | イタリア         |                                          |                                             |
| FA     | Fashy                            | ファシー                       | ドイツ           |                                          | [ 補足 2 ]                                  |
| FE     | FEW                              |                                | 中国             |                                          |                                             |
| FI     | FINIS                            |                                |                  |                                          |                                             |
| FO     | FOOTMARK                         | フットマーク                   | 日本             |                                          | [ 補足 7 ]                                  |
| WA     | Funkita, Funky Trunks, WAY FUNKY | ウェイ・ファンキー             | オーストラリア   | ワンダーイヤーズ                         |                                             |
| GI     | Gimer                            |                                |                  |                                          |                                             |
| HH     | HAMMERHEAD                       |                                |                  |                                          |                                             |
| HE     | HEAD                             |                                |                  |                                          |                                             |
| HS     | HOSA                             | 浩沙（ホサ）産業               | 中国             |                                          |                                             |
| HU     | HUUB                             | フーブ・リミテッド             | イギリス         | スタイルバイク                           |                                             |
| IN     | INUS                             |                                |                  |                                          |                                             |
| JA     | Jaked                            | ジャケッド                     | イタリア         | フットマーク                             | [ 補足 7 ]                                  |
| JL     | Jolyn                            | ジョーリン                     | アメリカ合衆国   |                                          |                                             |
| KF     | Kiefer                           |                                |                  |                                          |                                             |
| KO     | Kobayashi                        | 小林ゴム                       | 日本             |                                          | オープンウォーターのみ ブランドはSwim Armor |
| SH     | KOZ                              | スポーツヒグ                   | 日本             |                                          |                                             |
| LA     | Lane 4                           |                                |                  |                                          |                                             |
| LE     | LEONIAN                          |                                |                  |                                          |                                             |
| LN     | LI-NING                          | 李寧有限公司                   | 中国             |                                          |                                             |
| MA     | MAD WAVE                         |                                |                  |                                          |                                             |
| MK     | MAKO                             | マコ・スポーツ                 | フランス         |                                          |                                             |
| MN     | Manta Swim Collection            |                                |                  |                                          |                                             |
| MR     | MARU                             |                                | イギリス         |                                          |                                             |
| YA     | MATUSE                           | マテュース                     | アメリカ合衆国   |                                          |                                             |
| MT     | MERLIN                           | マーリン                       | 日本             |                                          |                                             |
| VA     | MERLIN                           | マーリン                       | 日本             |                                          |                                             |
| MY     | MIYATA                           |                                |                  |                                          |                                             |
| MI     | Mizuno                           | ミズノ                         | 日本             |                                          |                                             |
| EF     | Mormaii                          | モルマエ                       | ブラジル         |                                          |                                             |
| MO     | MOSCONI                          | ホルヴィ・グルーポ             | スペイン         |                                          |                                             |
| AL     | MP                               |                                |                  |                                          |                                             |
| MS     | MULTISPORT                       |                                |                  |                                          |                                             |
| NJ     | Nabaiji                          | デカトロン                     | フランス         | デカトロンディストリビューションジャポン |                                             |
| NI     | NIKE                             | ナイキ                         | アメリカ合衆国   | ナイキジャパン                           |                                             |
| NS     | NOVA                             |                                |                  |                                          |                                             |
| OK     | OKEO                             | オケオ                         | イタリア         |                                          |                                             |
| OC     | ORCA                             | オルカ                         | ニュージーランド |                                          |                                             |
| AL     | PHELPS                           | フェルプス・ アクアスフィア    | アメリカ合衆国   |                                          | [ 補足 10 ]                                 |
| TL     | Protech                          |                                |                  |                                          |                                             |
| AQ     | Q SWIMWEAR                       | Qスイムウェア                  | アメリカ合衆国   |                                          |                                             |
| QS     | QSW                              | Qスイムウェア                  | アメリカ合衆国   |                                          |                                             |
| RS     | Rally                            |                                |                  |                                          |                                             |
| RO     | Rocket Science                   | ロケット・サイエンス・スポーツ | アメリカ合衆国   |                                          |                                             |
| RK     | ROKA                             | ロカ                           | アメリカ合衆国   | ウインクレル                             | [ 補足 11 ]                                 |
| SA     | SAZAN                            | サザン                         | 日本             |                                          | オーダーメイド専門                          |
| SC     | Scullings                        | スカルリングス                 | ポルトガル       |                                          |                                             |
| SE     | Second Skins                     | セカンドスキン                 | 南アフリカ共和国 |                                          |                                             |
| SH     | SHIBRO                           | シブロ                         | メキシコ         |                                          |                                             |
| SP     | SPEEDO                           | スピード・インターナショナル   | イギリス         | 三井物産・ ゴールドウイン                |                                             |
| SG     | swimgo                           |                                |                  |                                          |                                             |
| TL     | Technic                          |                                |                  |                                          |                                             |
| TF     | THE FINALS                       |                                |                  |                                          |                                             |
| TN     | TORNADO SPORTS                   |                                |                  |                                          |                                             |
| TS     | TOSWIM                           |                                |                  |                                          |                                             |
| TU     | TURBO                            | ターボ                         | スペイン         | ターボジャパン                           |                                             |
| TR     | TURBO                            | ターボ                         | スペイン         | ターボジャパン                           |                                             |
| TY     | TYR                              | ティア                         | アメリカ合衆国   | [ 補足 13 ]                              |                                             |
| TR     | Tyron                            | タイロン                       | ドイツ           |                                          |                                             |
| VA     | VA project Co                    |                                |                  |                                          |                                             |
| RG     | VADOX                            | ヴァドックススポーツ           | イタリア         |                                          |                                             |
| VR     | Vorgee                           | ヴォルギー                     | オーストラリア   |                                          | ゴーグルのみ                                |
| WI     | WINFCC CO                        | ウィンウェーブ                 | 韓国             |                                          |                                             |
| YI     | YINGFA                           | 英発実業有限公司               | 中国             |                                          |                                             |
| EU     | ZAOSU                            | ツァオツー・ドイツ             | ドイツ           |                                          |                                             |
| ZA     | ZAOSU                            | ツァオツー・ドイツ             | ドイツ           |                                          |                                             |
| ZO     | ZOGGS                            |                                |                  |                                          |                                             |
| ZK     | ZOKE                             | 洲克（ゾッコウ）               | 中国             |                                          |                                             |
| ZN     | Zone3                            |                                |                  |                                          |                                             |

#### 補足
基本情報出典：
1. ↑  アディダスは経営再建後自社で水泳用品を展開し、日本でも子会社で扱うが競泳競技用水着は販売していない。
2. 1 2  競泳用品については基本的に「Aquafeel」ブランドを用い、「Fashy」ブランドを使うのは極めて稀である。
3. ↑  「AQRACE」は「AQUARAPID」のトップスイマー向け商品限定ブランドである。
4. 1 2  デサントは、アディダス再建過程で同社ライセンシーの地位を失った見返りとして、アディダス子会社だったアリーナのアジア太平洋地域の一部に於ける事業展開権を得た。よって、WAがデサントブランドで承認した商品も基本的には「arena」ブランドでの販売となる。また、世界戦略商品については、「AR」承認の商品が日本などで供給されることがある。
5. ↑  日本では長年、アシックスが代理店となり、同社が自社ブランド展開を本格化させて以降もファッション分野を中心に展開していたが、2019年に欧州arena社にブランドを買収された模様[6]。このため現在は製造されていない。
6. ↑  日本では長年、ゴールドウインが代理店となり、ファッション分野を中心に展開していたが、同社がSPEEDOブランドに注力したこともあり、2019年に販売を終了した[7]。
7. 1 2  フットマークの登録商品は現行承認制度初期の物のみであり、実質的にはJakedとの共同開発となっているため、競泳水着のブランドはJakedに統一し、WAへの登録もJakedに一元化している。
8. ↑  正式代理店だが通販のみ対応
9. ↑  日本ではフットマーク社が復代理となってナイキブランドの水泳用品を展開するが、同社が扱う他ブランドなどとの兼ね合いで競泳競技用の水着は販売されていない。なおナイキジャパンは日本子会社としてナイキブランドの日本における権利保護も業務としている。
10. ↑  オリンピックなどで活躍したマイケル・フェルプスが、同じく米国代表として活躍したボブ・バウマンと立ち上げたブランドで、アクアスフィア社をビジネスパートナーとして同社に製造・販売を委託する形で展開する。
11. ↑  日本ではトライアスロン関係のみの取り扱いであり、競泳競技用水着自体本国でも2023年時点で取り扱っていない。
12. ↑  代理店契約窓口と海外製造品輸入担当は三井物産であり、ゴールドウインはその傘下として国内製造と販売全般を担当。
13. ↑  日本ではライトアベイル社が1990年代から長く代理店となっていたが、2022年7月以降TYR米本社がデザインに関する規制を強化したため日本人の体格に合わせた独自の商品展開が出来なくなり、代理店契約が事実上終了した。

## 歴代会長
| FINA会長           | FINA会長       | FINA会長      |
| 名前               | 出身国         | 任期          |
| ------------------ | -------------- | ------------- |
| G.W. Hearn         | イギリス       | 1908–1924     |
| Erik Bergvall      | スウェーデン   | 1924–1928     |
| E.G. Drigny        | フランス       | 1928–1932     |
| W. Binner          | イギリス       | 1932–1936     |
| H.E. Fern          | イギリス       | 1936–1948 (*) |
| Rene de Raeve      | ベルギー       | 1948–1952     |
| M.L. Negri         | アルゼンチン   | 1952–1956     |
| Jan de Vries       | オランダ       | 1956–1960     |
| R.M. Ritter        | アメリカ合衆国 | 1960–1964     |
| W. Berge Phillips  | オーストラリア | 1964–1968     |
| Javier Ostos       | メキシコ       | 1968–1972     |
| Dr. Harold Henning | アメリカ合衆国 | 1972–1976     |
| Javier Ostos (2)   | メキシコ       | 1976–1980     |
| Ante Lambasa       | ユーゴスラビア | 1980–1984     |
| Robert Helmick     | アメリカ合衆国 | 1984–1988     |
| Mustapha Larfaoui  | アルジェリア   | 1988–2009     |
| Julio C. Maglione  | ウルグアイ     | 2009–2021     |
| Husain Al-Musallam | クウェート     | 2021–present  |

## World Aquaticsが主催する競技会

### エリート競技会
総合競技会
- World Aquatics Championships（世界水泳選手権）

競泳の競技会
- World Aquatics Swimming World Cup（競泳ワールドカップ）
- World Aquatics Swimming Championships (25m)（世界短水路選手権）

男子水球の競技会
- World Aquatics Men's Water Polo World Cup（男子水球ワールドカップ）

女子水球の競技会
- World Aquatics Women's Water Polo World Cup（女子水球ワールドカップ）

飛込の競技会
- World Aquatics Diving World Cup（飛込ワールドカップ）

アーティスティックスイミングの競技会
- World Aquatics Artistic Swimming World Cup（アーティスティックスイミングワールドカップ）

オープンウォータースイミングの競技会
- World Aquatics Open Water Swimming World Cup（オープンウォータースイミングワールドカップ）

ハイダイビングの競技会
- World Aquatics High Diving World Cup（ハイダイビングワールドカップ）

### マスターズ競技会
総合競技会
- World Aquatics Masters Championships（世界マスターズ水泳選手権）

### ジュニア競技会
競泳の競技会
- World Aquatics Junior Swimming Championships

男子水球の競技会
- World Aquatics Men's U18 Water Polo Championships
- World Aquatics Men's U16 Water Polo Championships

女子水球の競技会
- World Aquatics Women's U18 Water Polo Championships
- World Aquatics Women's U16 Water Polo Championships

飛込の競技会
- World Aquatics Junior Diving Championships

アーティスティックスイミングの競技会
- World Aquatics Youth Artistic Swimming Championships
- World Aquatics Junior Artistic Swimming Championships

オープンウォータースイミングの競技会
- World Aquatics Junior Open Water Swimming World Championships

ハイダイビングの競技会
- World Aquatics Junior High Diving Championships

## 公式パートナー
- ミルタプール
- 農夫山泉
- オメガ
- ヤクルト本社
- ソニー

### 公式サプライヤー
- 361°
- Corpay^
- DURAFLEX
- Malmsten
- ミカサ
- UPCX